# ريتش برينان
ريتش برينان (بالإنجليزية: Rich Brennan)‏ هو لاعب هوكي الجليد أمريكي، ولد في 26 نوفمبر 1972 في سكنيكتادي في الولايات المتحدة.

## وصلات خارجية
- ريتش برينان على موقع دوري الهوكي الوطني (الإنجليزية)
- ريتش برينان على موقع قاعة مشاهير الهوكي (لاعب أن.إتش.أل) (الإنجليزية)
- ريتش برينان على موقع EliteProspects.com (الإنجليزية)
- ريتش برينان على موقع Eurohockey.com (الإنجليزية)
- ريتش برينان على موقع HockeyDB.com (الإنجليزية)
- ريتش برينان على موقع Hockey-Reference.com (الإنجليزية)